# Catena delle Maddalene
La Catena delle Maddalene (Ilmenkamm in tedesco) è un gruppo montuoso che si trova fra il Trentino e l'Alto Adige, al confine fra la Val di Non, la Val di Rabbi e Val d'Ultimo. Si estendono dal Passo delle Palade, in Alta Val di Non, fino al Passo di Rabbi, in Val di Rabbi. Il nome della catena trae origine dal mondo dell'agricoltura: in passato era abitudine indicare con questo termine alcune località della catena montuosa dove si era soliti iniziare a falciare l'erba non prima del 22 luglio, giorno di commemorazione di Santa Maria Maddalena.

## Classificazione

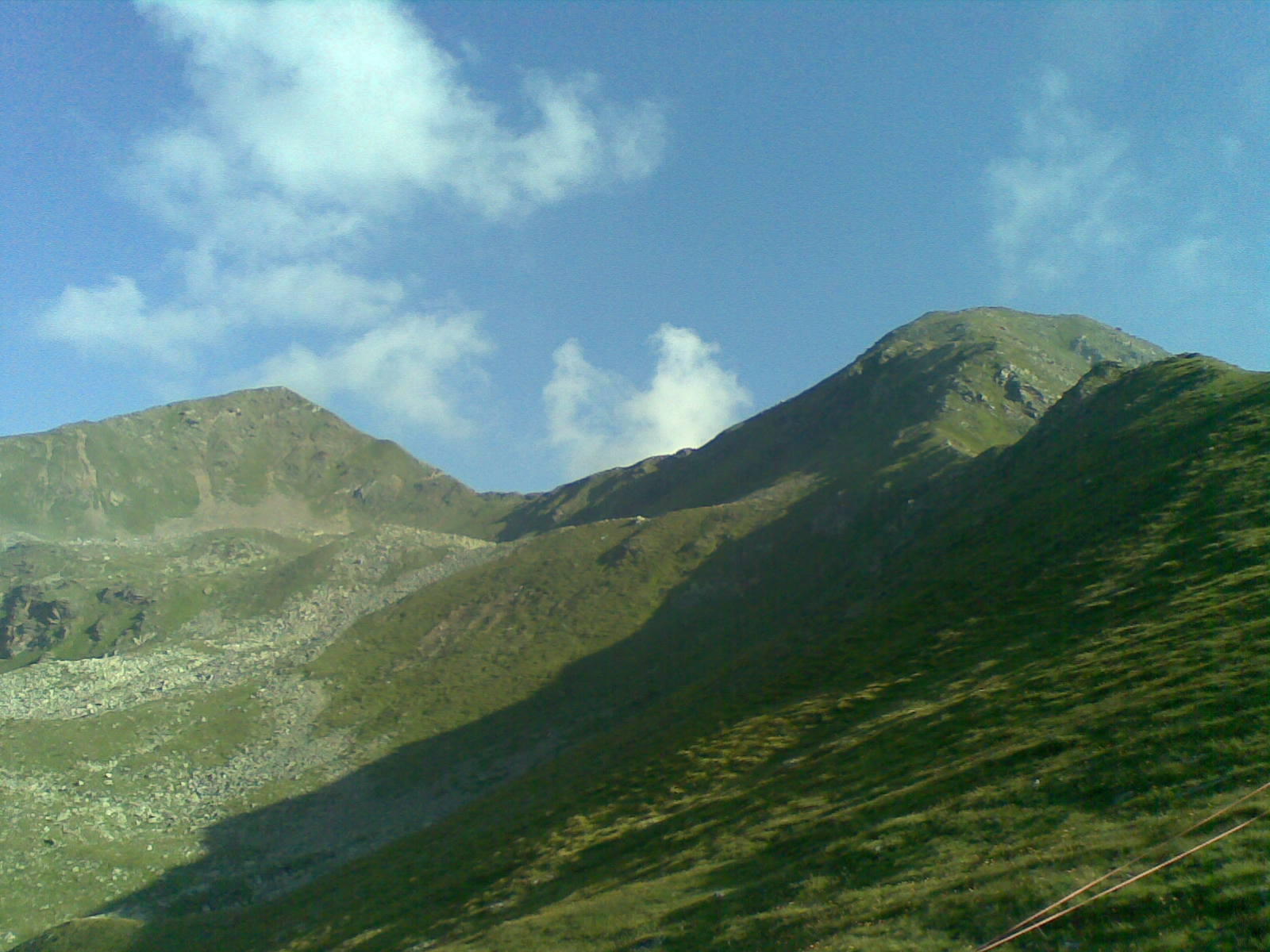
Punta di Quaira

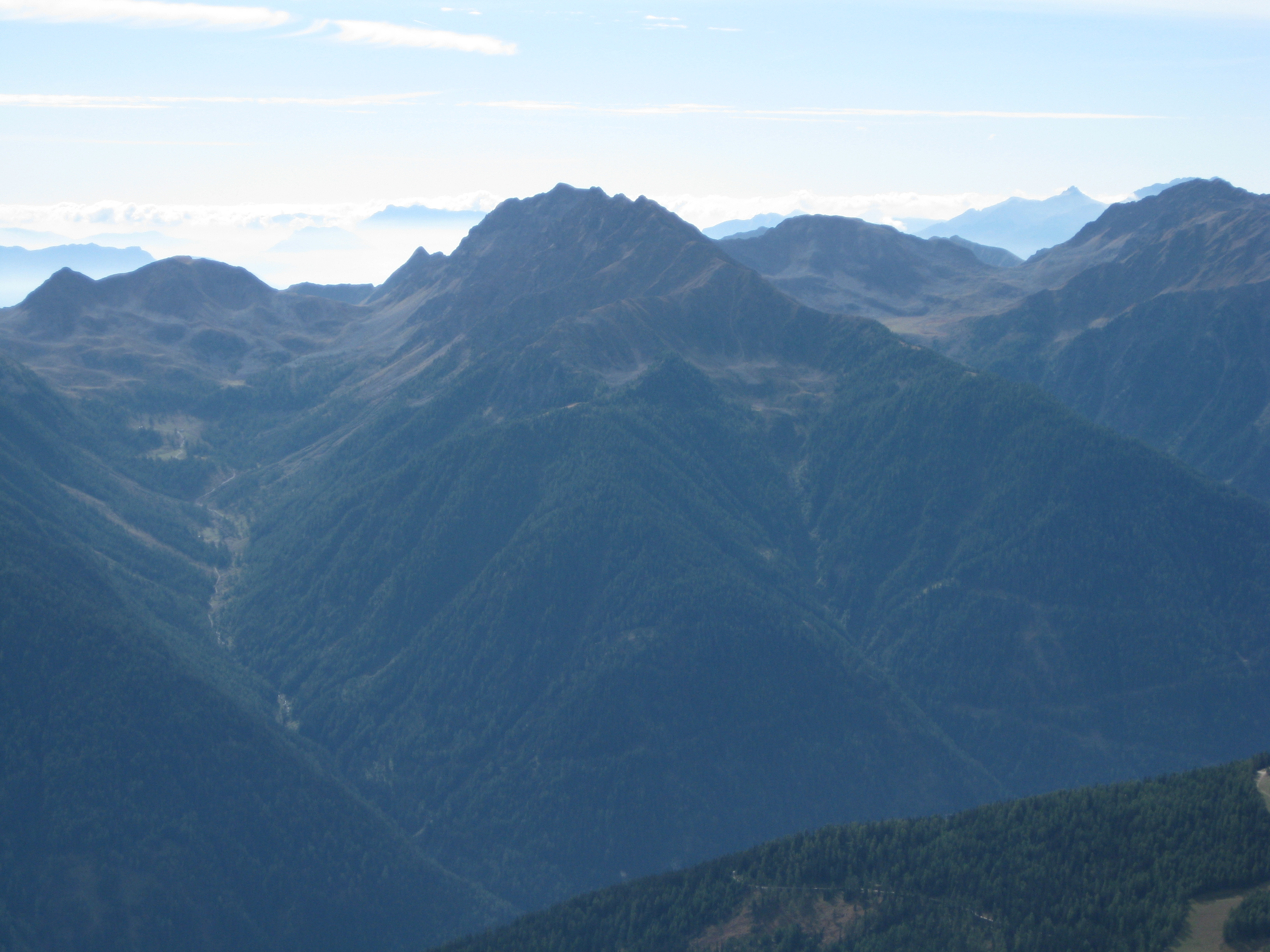
Cima Olmi

La catena delle Maddalene si trova nella sezione alpina delle Alpi Retiche meridionali. All'interno della sezione alcune classificazioni legano la catena al gruppo Ortles-Cevedale.
Secondo le definizioni della SOIUSA, invece, la catena delle Maddalene fa parte della sottosezione alpina Alpi della Val di Non e corrisponde al Gruppo Olmi-Luco.

## Geologia
Il gruppo montuoso non presenta un andamento lineare, ma segue la forma di una S, formata dalla dorsale principale, ovvero il tratto sud-ovest/nord-est che incontra quasi simmetricamente le altre dorsali del gruppo, le quali sono orientate a nord verso la Val d'Ultimo e a sud verso la Val di Rabbi.
Le Maddalene sono parte integrante della catena delle Alpi. Secondo la teoria della tettonica delle placche, la loro nascita ebbe inizio quindi circa 140 milioni di anni fa, dall'urto del continente africano e di quello europeo: questo scontro portò a un innalzamento della crosta terrestre, che all'inizio altro non era se non un fondale marino, per poi trasformarsi lentamente in un massiccio roccioso, la cui crescita continua ancora oggi (1 mm all'anno). Questo spiega il fatto che si ritrovino nella zona innumerevoli fossi di animali marini.
Le Maddalene, pur essendo formate da rocce con basamento metamorfico, non presentano una composizione omogenea lungo tutta la dorsale, ma sono costituite anzi da diversi tipi di roccia.
Le principali sono:
- rocce cataclastico-milonitiche, comprendenti quarzo, plagioclasio, biotite e muscovite

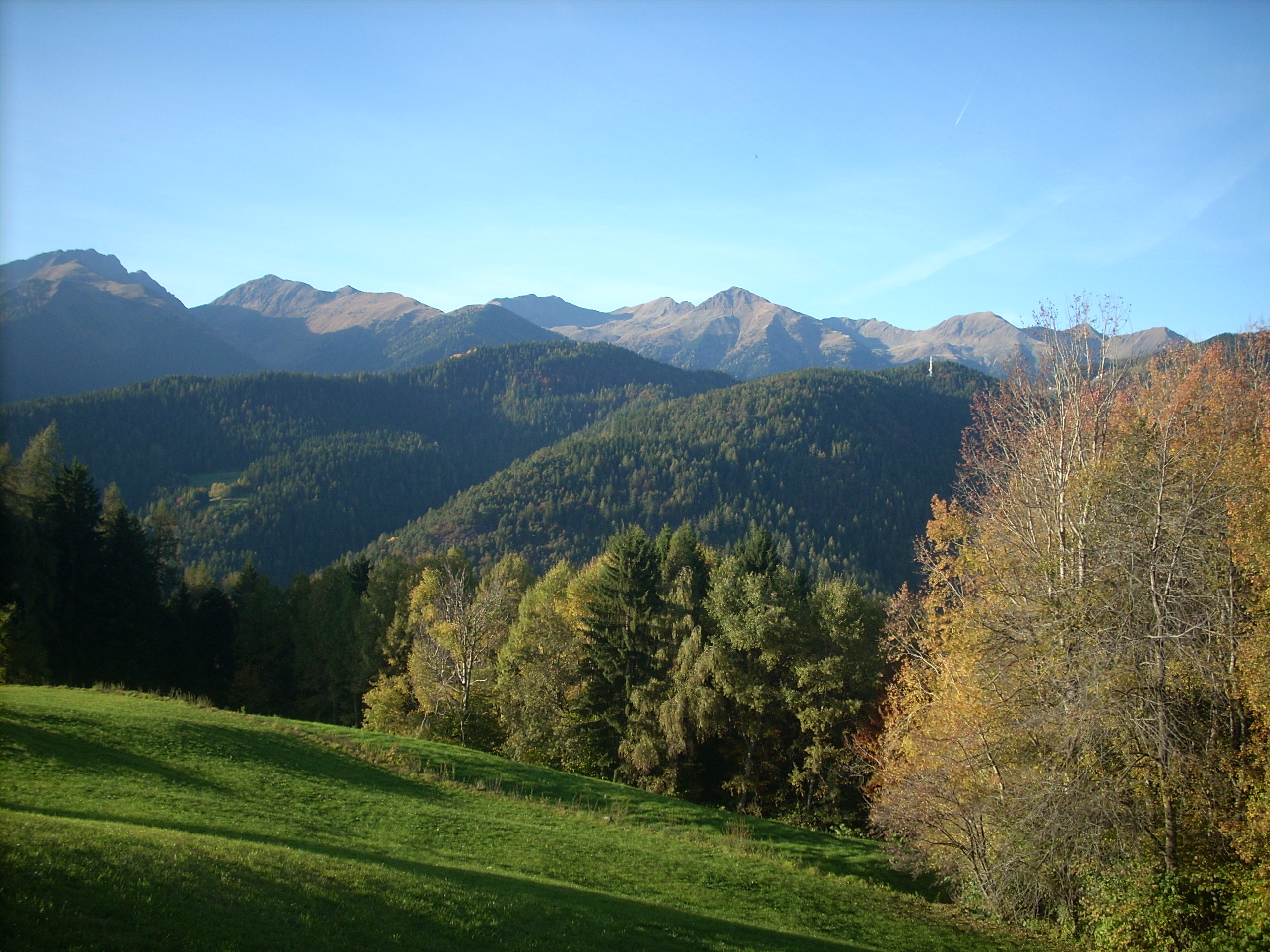
Vista delle Maddalene ai primi inizi dell'autunno.

- micascisti e filladi
- tonalite
- rocce sedimentarie
- gneiss.

## Orografia

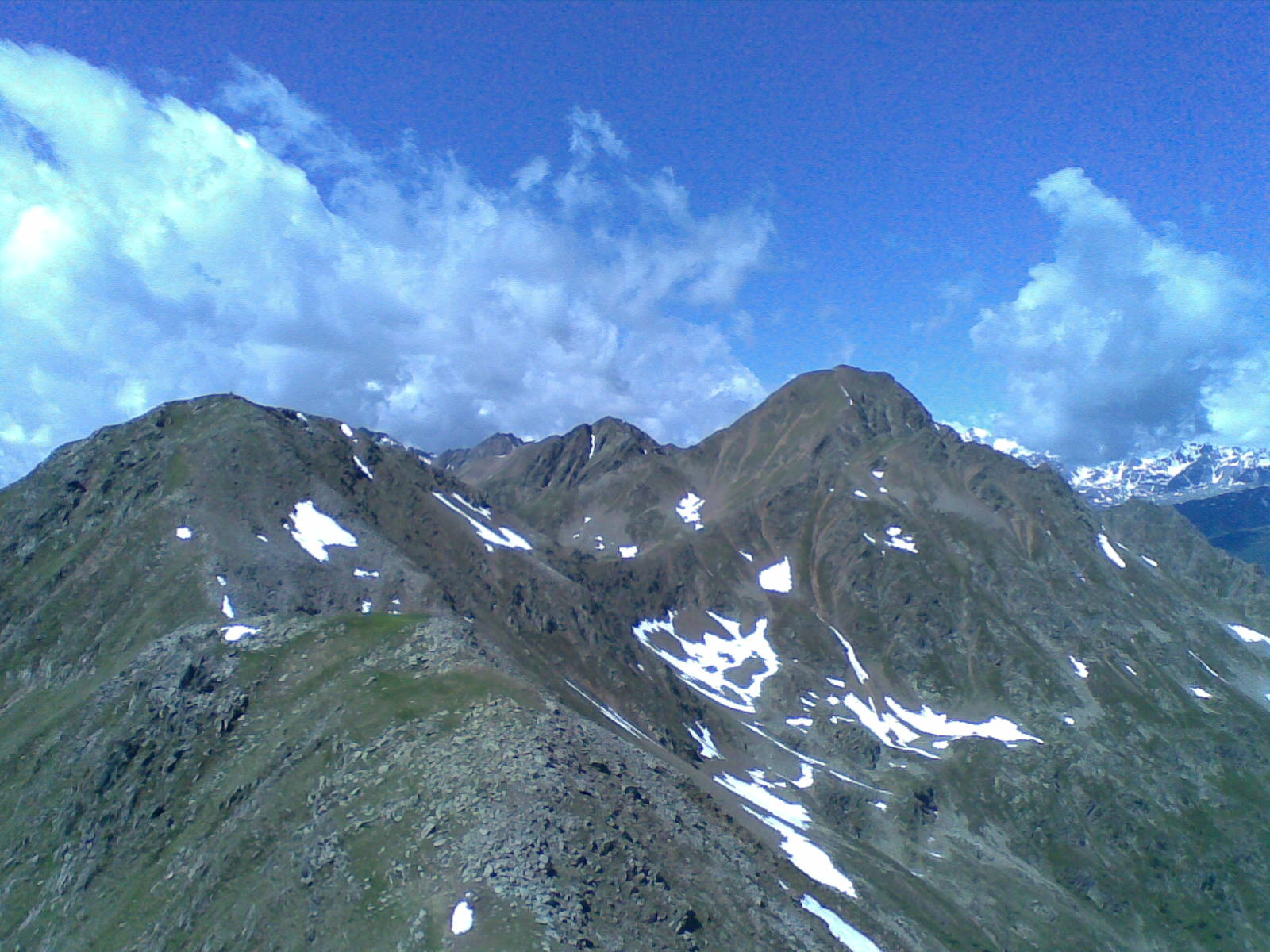
Vedetta Alta

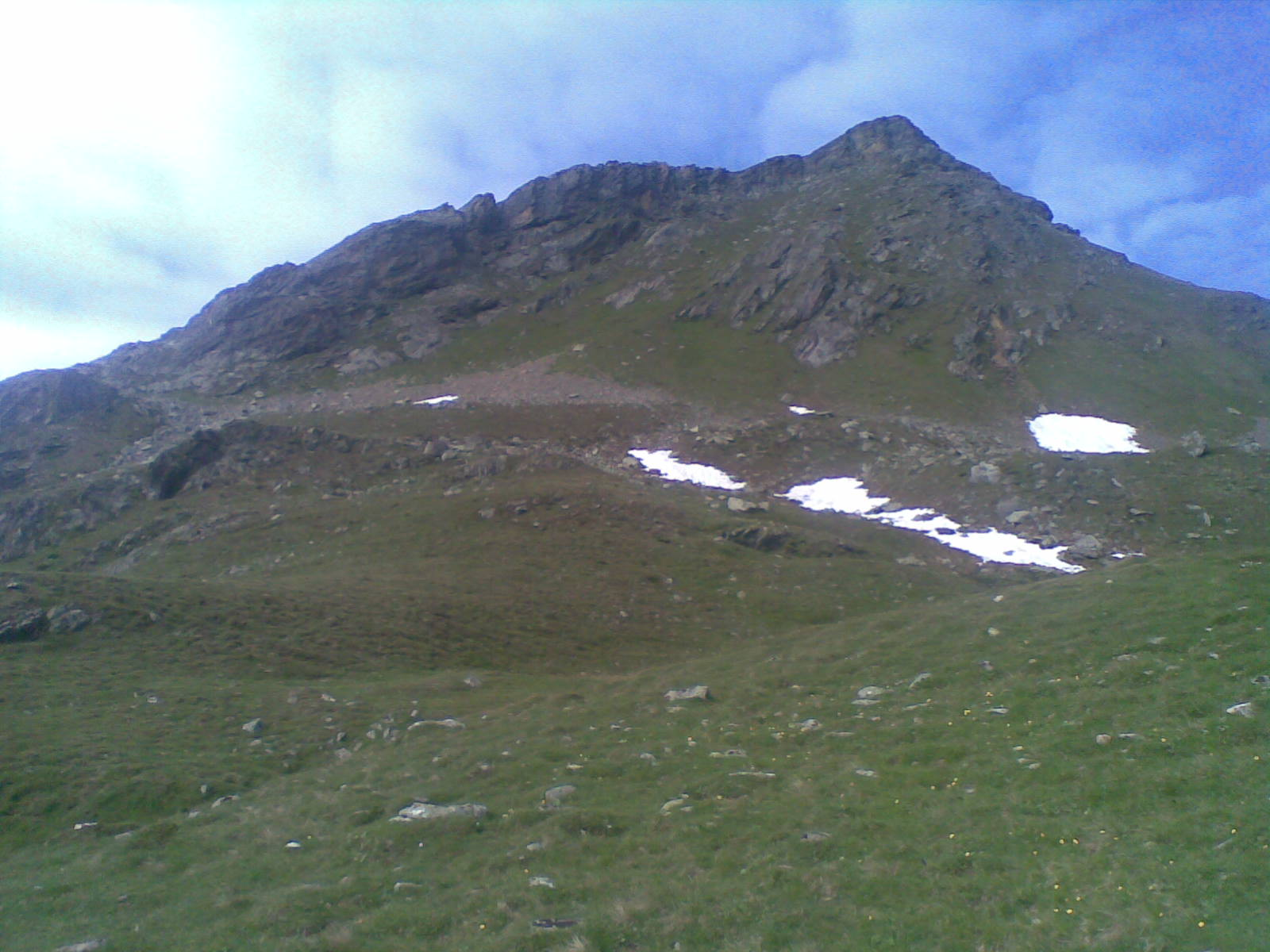
Castel Pagan

La cime principali del gruppo non raggiungono altitudini molto elevate: le più alte superano di poco i 2.700 m s.l.m.
Le montagne principali sono:
- Punta di Quaira (in tedesco Karspitze) - 2.752 m
- Cima Tuatti (Nebelspitze) - 2.701 m
- Cima Stubele (Stübele) - 2.668 m
- Cima Olmi (Ilmenspitze) - 2.656 m
- Cima Binasia  - 2.645 m
- Cima Trenta (Walscher Berg) - 2.636 m
- Vedetta Alta (Ultner Hochwart) - 2.627 m
- Castel Pagan - 2.608 m
- Monte Luco (Laugenspitze) - 2.434 m
- Monte Pin - 2.420 m
- Cima Lavazzè (Seespitze) - 2.417 m
- Monte Cornicolo (Kornigl) - 2.311 m
- Monte Cornicoletto (Kleiner Kornigl) - 2.418 m
- Cima Ometto - 2.395 m
- Seekopf - 2.564 m
- Samerberg - 2.568 m

## Natura

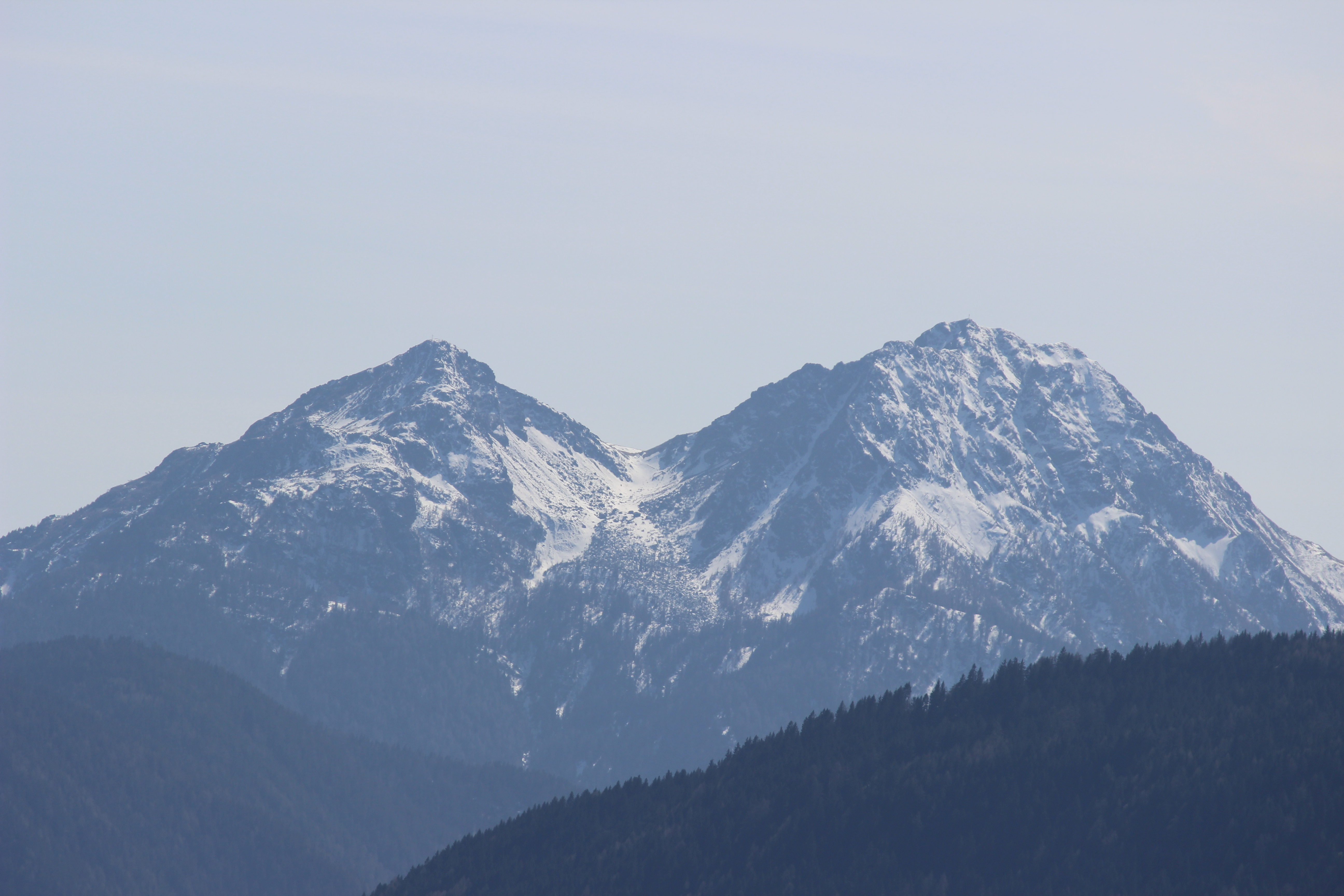
Monte Luco

### Flora
Vi è massiccia presenza di alcune specie vegetali: il faggio (fagus), l'abete rosso (picea abies), il larice (larix), vari tipi di pino (pinus silvestris, pinus mugus, pinus Cembrae). Non mancano gli arbusti: il rhododendrum ferrugineum, per esempio, ricopre gran parte delle pendici della catena.
Sono inoltre presenti alcune specie di ontano, il frassino, il nocciolo e la betulla.

### Fauna

#### Erbivori
- Capriolo
- Cervo
- Camoscio

#### Onnivori
- Tasso
- Volpe
- Orso

#### Uccelli rapaci
- Gufo comune
- Gufo reale
- Poiana
- Gheppio
- Aquila reale

#### Anfibi e rettili
- La biscia dal collare
- Il saettone
- Ofidi non velenosi
- La vipera berus

#### Animali di particolare interesse
Sono tutti animali che sono rari o estinti in altre zone montuose d'Italia ed Europa, e sono:
- il gallo cedrone,
- il fagiano di monte,
- la pernice bianca,
- il francolino di monte,
- il re di quaglie.

Di recente è stata inoltre segnalata la presenza del lupo.

## Escursionismo e segnaletica
La catena delle Maddalene presenta molti itinerari per escursionisti, con 2 rifugi, qualche bivacco e innumerevoli malghe.
La segnaletica e la manutenzione dei sentieri sono affidate alle sezioni SAT e alle sezioni dell'Alpenverein Südtirol.
Tra i sentieri che portano alle cime del gruppo, si ricordano:
- il Sentiero Aldo Bonacossa
- il Sentiero Italia.

Le Maddalene d'inverno offono la possibilità di praticare lo scialpinismo.